# Perspicillinae
De Perspicillinae zijn een onderfamilie van uitgestorven kreeftachtigen uit de klasse van de Ostracoda (mosselkreeftjes).

## Geslacht
- Deefgella Schallreuter, 1981 †